# 리디아
리디아 (리디아어 : 𐤮𐤱𐤠𐤭𐤣 , 그리스어: Λυδία)는 서부 아나톨리아(소아시아)의 한 역사적 지역으로 튀르키예의 현대 이즈미르 주, 마니사 주에 해당한다.
그 전통적인 수도는 사르디스였지만 리디아 왕국은 한때 서 아나톨리아 전체를 확보하기도 하였다. 리디아는 후에 로마 속주의 이름이었고 리디아에서는 주화가 기원전 660년경에 발명되었다.
역사적인 리디아의 경계는 수세기 동안 변하였다. 그것은 미시아, 카리아, 프리기아와 해안의 이오니아와 경계하였다.
그 후 알리아테스와 크로이소스 왕의 군사력으로 리디아는 제국으로 팽창하였는데 그 수도는 사르디스가 되었다. 사르디스는 리키아를 제외한 소아시아의 할리스 강 서쪽 모두를 통제하였다.
리디아는 원래의 크기로 결코 돌아가지 않았다. 페르시아 제국의 정복 후 매산더는 그 남쪽 경계로 여겨졌으며, 로마 치하에서는 리디아는 프리기아와 에게해 연안의 미시아와 카리아 사이의 나라를 구성하였다.
리디아어는 인도유럽어족으로 루위아어와 히타이트어와 관련되어 있다.

## 역사

리디아 왕국의 최대 영역

리디아의 초기 역사는 여전히 불분명하다. 리디아가 될 땅에는 과거 후기 청동기 시대(기원전 1600년~기원전 1200년)에 미라(Mira)와 세하(Šeḫa)라는 두 왕국이 있었는데, 이들은 아르자와(Arzawa)라는 더 광범위한 정치적 연합체의 일부였다. 다른 아르자와 지역과 마찬가지로, 이들 왕국은 루위아어를 사용하며 히타이트 제국과 때로는 동맹국이었고, 때로는 적대국이었으며, 때로는 속국으로서 관계를 맺었고 히타이트 제국의 기록에 등장하게 되었다.
대략 기원전 800년경까지 리디아인은 독자적인 정체성을 확립하고 일정 수준의 정치적 통합을 이루었으나, 당시의 기록이 남아 있지 않아 정확한 연대나 사건을 확정하는 것은 불가능하다. 이 시기의 유일한 확실한 증거는 사르디스의 유적이다. 일부 문헌 기록에서는 두 개의 초기 리디아 왕조, 즉 리디아인의 이름이 유래되었다고 전해지는 아티스 가문과, 기원전 685년 이전까지 22대에 걸쳐 지배했다는 헤라클레스 가문의 존재를 주장하고 있다. 그러나 이러한 자료들은 신화적 요소가 강하며 역사적 신뢰성이 부족하다.

### 그리스 신화에서의 리디아
헤로도토스에 따르면, 제우스와 가이아의 아들인 마네스가 가장 이른 시기의 군주였다. 마네스의 아들인 리두스의 이름에서 그리스인들이 부르는 '리디아'라는 이름이 왔다. 마네스의 후손 중 한 명인 이아르다노스는 리디아를 다스리던 군주였으며, 헤라클레스는 한때 그의 봉사 아래 있었다. 헤라클레스는 이아르다노스의 여종으로부터 낳은 아들 알카이오스를 통해 왕가를 빼앗고 헤라클레스 왕조를 열었다. 기원전 8세기경, 멜레스(Meles)가 21대이자 마지막에서 두 번째 헤라클레스 왕조의 왕이 되었으며, 그의 아들 칸다울레스(Candaules, 기원전 약 687년 사망)가 마지막 왕이었다.

### 메르므나다이 왕조
왕의 경호원 귀게스가 국왕 칸다울레스를 살해하고 리디아의 왕좌를 차지해 메르므나다이 왕조를 연다.

### 첫 주화
헤로도토스에 따르면 리디아인은 금화와 은화를 사용하고 상설 소매점을 세운 첫 민족이었다.
이들 첫 주조된 주화는 기원전 650-600년 경에 주조되었다고 한다. 첫 주화는 일렉트럼(호박금, 금과 은의 천연 합금)으로 만들어졌다. 무게는 1/3 슬레이터로 4.76 그램이었다. 겉면에 사자 머리가 찍혀 있었는데 이는 왕의 상징이었다. 14.1 그램의 일렉트럼이 1슬레이터(표준)이다. 1슬레이터가 병사의 한달 봉급 정도였다.

### 페르시아 제국
기원전 546년 아케메네스 왕 키루스 2세는 사르디스를 점령하였고, 리디아는 그의 총독령이 되었다.

### 마케도니아 제국
리디아는 마케도니아의 페르시아 정복 후 총독령으로 남았다.
알렉산더의 제국이 무너지자 리디아는 주요한 아시아 후계 왕조 중의 하나인 셀레우코스 제국이 되었다.
그리고 그것이 소아시아에서 영토를 유지할 수 없게 되자 리디아는 페르가뭄의 아탈리드 왕조로 떨어졌다.
그 마지막 왕은 로마정복 전쟁에 의한 약탈을 피하여 로마제국으로 들어 갔다.

### 로마 시대
로마가 기원전 133년 그 수도 사르디스에 진입하였을 때 리디아는 로마의 아시아 속주가 되었다. 리디아는 매우 부유하였고 프로콘술 급의 고위 총독이 다스렸다.

### 이슬람 지배
리디아는 최종적으로 새로운 튀르키예 베일릭에 함락되었다. 1390년 오스만 제국에 의한 것이었다. 리디아의 영역은 오스만 제국의 빌라예의 일부가 되었으며, 현대 튀르키예 공화국의 서쪽 경계이다.

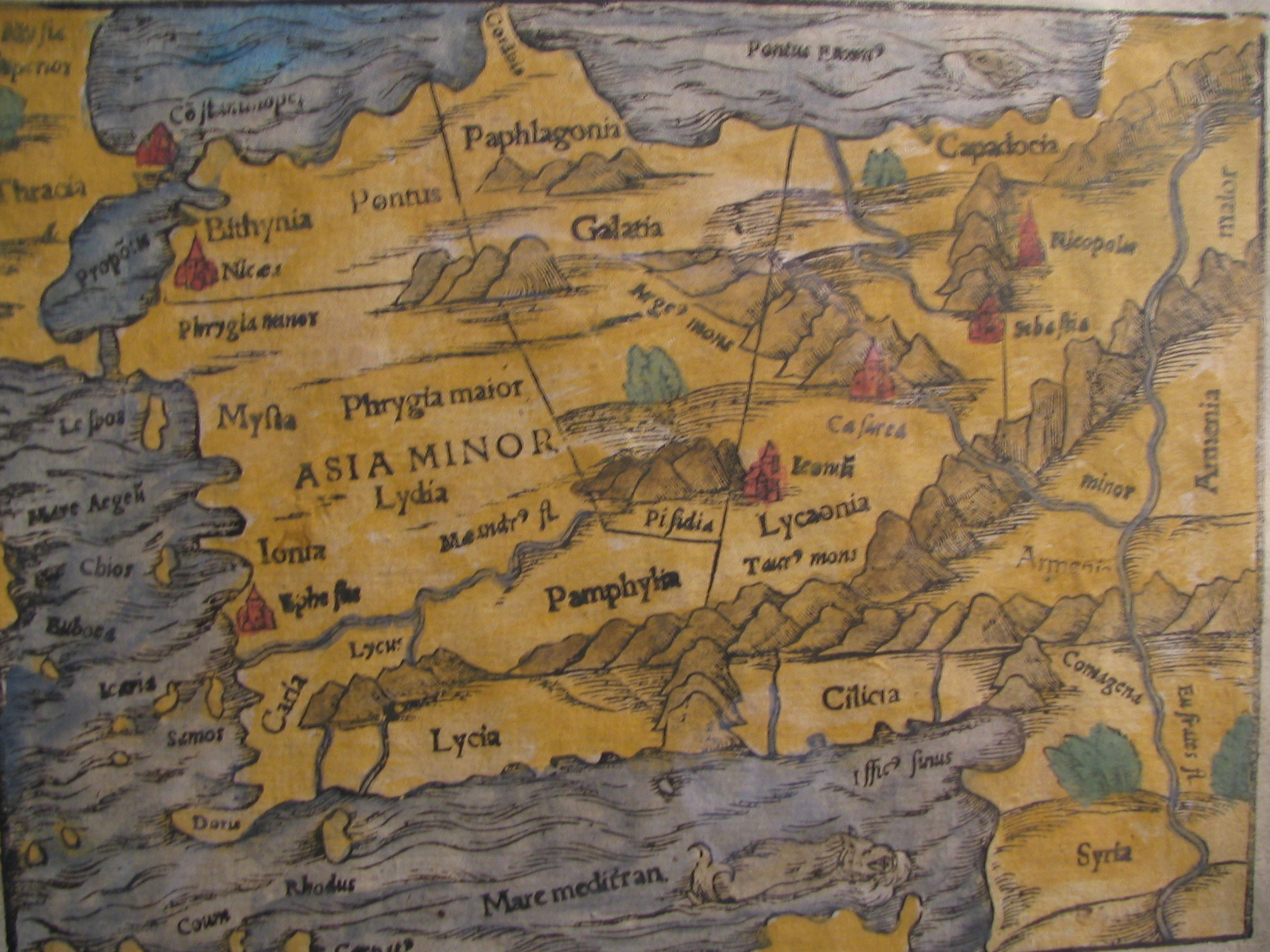
리디아가 보이는 15세기 지도
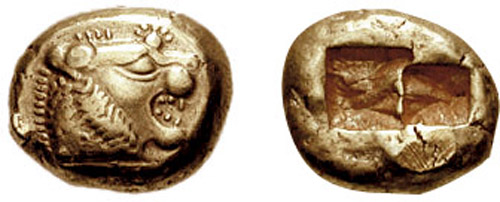
기원전 6세기 초의 주화